# Episodi di Parenthood (terza stagione)
La terza stagione della serie televisiva Parenthood è stata trasmessa in prima visione negli Stati Uniti d'America da NBC dal 13 settembre 2011 al 28 febbraio 2012.
Il quindicesimo episodio, intitolato Politics, è diretto da Peter Krause, co-protagonista della serie nel ruolo di Adam Braverman; l'episodio costituisce la sua prima esperienza da regista.
In Italia la stagione viene trasmessa dal canale pay Joi, della piattaforma Mediaset Premium, dal 9 giugno al 4 agosto 2012; in chiaro, viene trasmessa da La5 dal 14 dicembre 2013 all'8 febbraio 2014.
| nº | Titolo originale                       | Titolo italiano                      | Prima TV USA      | Prima TV Italia |
| -- | -------------------------------------- | ------------------------------------ | ----------------- | --------------- |
| 1  | I Don't Want to Do This Without You    | Il quarantesimo compleanno           | 13 settembre 2011 | 9 giugno 2012   |
| 2  | Hey, If You're Not Using That Baby...  | Se il bambino proprio non lo vuoi... | 20 settembre 2011 | 9 giugno 2012   |
| 3  | Step Right Up                          | Un futuro migliore                   | 27 settembre 2011 | 16 giugno 2012  |
| 4  | Clear Skies From Here on Out           | Le fasi della vita                   | 4 ottobre 2011    | 16 giugno 2012  |
| 5  | Nora                                   | Nora                                 | 11 ottobre 2011   | 23 giugno 2012  |
| 6  | Tales From the Luncheonette            | Prendere l'iniziativa                | 18 ottobre 2011   | 23 giugno 2012  |
| 7  | Forced Family Fun                      | Divertimento forzato in famiglia     | 1º novembre 2011  | 30 giugno 2012  |
| 8  | In-Between                             | Intervallo                           | 8 novembre 2011   | 30 giugno 2012  |
| 9  | Sore Loser                             | Bisogna saper perdere                | 15 novembre 2011  | 7 luglio 2012   |
| 10 | Mr. Honesty                            | Mister onestà                        | 22 novembre 2011  | 7 luglio 2012   |
| 11 | Missing                                | Chiarimenti                          | 29 novembre 2011  | 14 luglio 2012  |
| 12 | Road Trip                              | Gita di famiglia                     | 3 gennaio 2012    | 14 luglio 2012  |
| 13 | Just Smile                             | Sorridi                              | 10 gennaio 2012   | 21 luglio 2012  |
| 14 | It Is What It Is                       | Musica d'insieme                     | 17 gennaio 2012   | 21 luglio 2012  |
| 15 | Politics                               | Politica                             | 7 febbraio 2012   | 28 luglio 2012  |
| 16 | Tough Love                             | Amori difficili                      | 14 febbraio 2012  | 28 luglio 2012  |
| 17 | Remember Me, I'm the One Who Loves You | Ricordati di chi ti ama              | 21 febbraio 2012  | 4 agosto 2012   |
| 18 | My Brother's Wedding                   | Il matrimonio di mio fratello        | 28 febbraio 2012  | 4 agosto 2012   |

## Il quarantesimo compleanno
- Titolo originale: I Don't Want to Do This Without You
- Diretto da: Lawrence Trilling
- Scritto da: Jason Katims

### Trama
Sono passati diversi mesi da quando Adam ha perso il lavoro immediatamente prima di sapere che la moglie è rimasta incinta; ora è ancora disoccupato e Kristina è stata quindi costretta a ritornare a lavorare. Nonostante sia molto qualificato e abbia anni di esperienza alle spalle, Adam riesce a trovare solo un impiego da trasportatore, ma prima di iniziare riceve una proposta dal fratello Crosby, che vuole acquisire un vecchio studio di registrazione e gestirlo con lui. Crosby nel frattempo non era riuscito a ricongiungersi con Jasmine, che ora incontra solamente per vedere il figlio, ed è ritornato ad avere relazioni molto brevi e occasionali. Presto scopre che anche Jasmine sta frequentando qualcun altro. Haddie frequenta l’ultimo anno di liceo e sta ancora insieme ad Alex. Quando viene invitata ad una festa, accetta, ma Alex decide di non accompagnarla per evitare di incorrere in tentazioni dall'uso di alcol. Tuttavia poi la raggiunge, ritrovandola ubriaca. Deluso e arrabbiato tenta di portarla via, ma quando un ragazzo tenta di ostacolarlo reagisce colpendolo con pugno al viso. Sarà quindi denunciato e incarcerato per aggressione. Haddie chiama la zia Julia, che lo fa liberare pagando la cauzione, ma i problemi giudiziari per lui sono destinati a continuare visto che ha dei precedenti.
Julia, intanto, dopo la decisione di adottare un bambino, si era rivolta ad agenzie specializzate, senza ottenere riscontri. Quando sul posto di lavoro incontra una ragazza incinta, che le confessa di non avere intenzione di tenere il bambino che porta in grembo, inizia a pensare di proporle di venderglielo. Sarah, nel giorno del suo quarantesimo compleanno, rincontra l'ex professore della figlia Mark Cyr, mentre Amber si trasferisce in un appartamento suo.
- Guest star: Jason Ritter (Mark Cyr), Rosa Salazar (Zoe), Michael B. Jordan (Alex), Fiona Gubelmann (Sandy).

## Se il bambino proprio non lo vuoi...
- Titolo originale: Hey, If You're Not Using That Baby...
- Diretto da: Lawrence Trilling
- Scritto da: Kerry Ehrin

### Trama
Adam è deciso a rifiutare l'offerta del fratello, preferendo l'opportunità di lavoro finanziariamente più sicura, specie in vista dell'arrivo del suo terzo figlio. Tuttavia, Crosby riesce a convincerlo a gestire insieme almeno la fase preliminare, ossia convincere i proprietari dello studio di registrazione ad affittarglielo. Adam lo aiuta, e presentando un business plan convincente riesce a far sì che il fratello acquisisca lo studio. Alla fine accetterà di diventare socio del fratello. Kristina, nel frattempo, è preoccupata per il figlio Max, al primo giorno nella nuova scuola tradizionale, la stessa frequentata da Sydney e Jabbar. Grazie a quest'ultimo, riuscirà a farsi dei nuovi amici. Haddie scopre che Alex ha dei precedenti penali, tra cui una rapina a mano armata risalente ai tempi in cui era alcolizzato; anche se arrabbiata comprenderà i motivi per cui gliel'ha tenuto nascosto. Sarah è indecisa se passare al passo successivo nella relazione con Mark, a causa della loro differenza di età; dopo essersi consigliata con la madre e avuto il benestare della figlia Amber, decide di provare ad avere una relazione più seria con lui. Julia, dopo aver aiutato la giovane assistente del suo studio legale incinta in una piccola questione legale, contro il parere di Joel, le chiede se prenderebbe in considerazione l'idea di affidarle il bambino che farà nascere, ricevendo un secco no come risposta.
- Guest star: Jason Ritter (Mark Cyr), Rosa Salazar (Zoe), Michael B. Jordan (Alex), Kelly Wolf (Signorina McKindall).

## Un futuro migliore
- Titolo originale: Step Right Up
- Diretto da: Adam Davidson
- Scritto da: David Hudgins

### Trama
Alex rifiuta l'aiuto di Haddie e dei suoi genitori per affrontare i problemi legali che l'hanno visto coinvolto, consapevole di rischiare di finire in carcere. Ma Adam, suggerito da Kristina, decide di supportarlo ugualmente, andando a parlare con i genitori del ragazzo aggredito, riuscendo a convincerli a ritirare la denuncia. Nel frattempo, Adam e Kristina scoprono il sesso del nascituro, che sarà una femmina, notizia in cui speravano in quanto in tal modo ci saranno meno possibilità che anche il loro terzo figlio soffra della sindrome di Asperger. Sarah cerca di rimanere più vicino possibile ad Amber, dopo il suo trasferimento, mentre Drew conosce Amy, una ragazza che abita vicino alla sua abitazione. Il nonno Zeek intuisce subito che prova dell'interesse nei suoi confronti, così cerca di supportarlo incitandolo a chiederle di uscire e fornendogli diversi consigli su come comportarsi. Jasmine e Crosby, dopo aver notato uno sfogo sulla pelle di Jabbar, lo portano da un medico, il dottor Joe Prestidge, che gli diagnosticherà un'allergia al frumento. Joe dimostrerà anche un interesse verso Jasmine, chiedendole in seguito di cenare insieme. Julia, intanto, superato l'imbarazzo nel rincontrare Zoe sul posto di lavoro, scoprirà il motivo per il quale ha risposto negativamente alla proposta effettuatale: Zoe vuole un'adozione "chiusa", ovvero non vorrà conoscere i genitori adottivi; in tal modo sarà per lei più facile rinunciare a tenere il bambino.
- Guest star: Michael B. Jordan (Alex), Amanda Foreman (Suze Lessing), Skyler Day (Amy Ellis), David Brian Woodside (Dott. Joseph "Joe" Prestidge), Fiona Gubelmann (Sandy), Rosa Salazar (Zoe), Phil Abrams (Phil Lessing).

## Le fasi della vita
- Titolo originale: Clear Skies From Here on Out
- Diretto da: Adam Davidson
- Scritto da: Bridget Carpenter

### Trama
Mentre Adam e Crosby sono in attesa di ricevere il finanziamento per avviare lo studio di registrazione, i rispettivi figli sembrano aver instaurato un legame forte a scuola. Tuttavia, Max finisce con l'essere troppo soffocante nei confronti di Jabbar, imponendogli di trascorrere sempre insieme e da soli il loro tempo dedicato al pranzo. Così Jabbar confida alla madre di non voler pranzare tutti i giorni con Max e Jasmine chiede a Crosby di parlarne col fratello. Crosby però non vuole creare noie ad Adam, così ne parla direttamente con il figlio, chiedendogli di sacrificarsi per il bene della famiglia, spiegandogli che Max ha dei problemi. Il ragazzo sembra accettare la proposta del padre, ma il giorno seguente si allontana da Max prima della fine della pausa pranzo e i due finiscono per litigare. Nel frattempo, Alex decide di lasciare Haddie, mentre Zeek viene ingaggiato per essere protagonista di uno spot pubblicitario per una medicina contro la disfunzione erettile. Drew si reca al suo primo appuntamento con Amy, ma a causa della sua timidezza le cose non vanno per il meglio; anche se in seguito la ragazza sembra ricambiare almeno parte dell'interesse mostrato nei suoi confronti.
- Guest star: Jason Ritter (Mark Cyr), Michael B. Jordan (Alex), Skyler Day (Amy Ellis), John Rubinstein (Liam Taylor).

## Nora
- Titolo originale: Nora
- Diretto da: Allison Liddi-Brown
- Scritto da: Jason Katims

### Trama
Dopo il litigio avuto con Jabbar, Max viene messo in punizione e viene obbligato a scrivere una lettera di scuse. Dal suo punto di vista, tuttavia, il ragazzo fatica a capire le sue colpe, quindi la madre chiederà ad Amber di passare del tempo con lui e provare a convincerlo a scusarsi. Nel frattempo Adam scopre che ci sono meno garanzie di quello che pensava in merito ad ottenere clienti per il suo nuovo studio di registrazione. Pur di far colpo su un potenziale cliente, Mistah R.A.Y., decide di adottare un nuovo look, finendo presto per pentirsene. Crosby scopre che il dottor Joe Prestidge sta frequentando Jasmine, mentre Kristina è vicina al momento del parto. Sarà proprio Crosby ad assisterla quando arriverà il momento di dare alla luce la piccola Nora, in quanto Adam risulterà temporaneamente irraggiungibile mentre è impegnato a cercare di far colpo su Mistah R.A.Y.. Intanto, Julia continua a legare con Zoe e quest'ultima, dopo aver passato una notte a casa sua, si convincerà a darle in affidamento il bambino, dopo aver conosciuto il marito Joel e la figlia Sydney. Sarah riceve una visita dell'ex marito, che si presenta ubriaco da lei. Zeek lo caccerà subito via ma in seguito la ricontatterà per farsi aiutare dopo esser rimasto ferito.
- Guest star: Jason Ritter (Mark Cyr), Dennis White (Mistah R.A.Y.), David Brian Woodside (Dott. Joseph "Joe" Prestidge), Rosa Salazar (Zoe), John Corbett (Seth Holt).

## Prendere l'iniziativa
- Titolo originale: Tales From the Luncheonette
- Diretto da: Allison Liddi-Brown
- Scritto da: Kerry Ehrin

### Trama
Sarah, dopo aver aiutato Seth per l'ennesima volta, riesce a convincerlo ad entrare in un centro di riabilitazione. Tuttavia, le strutture statali hanno lunghe liste d'attesa, quindi servono dei soldi per entrare in una struttura privata. Zeek è contrario ad aiutare finanziariamente Seth, ma Sarah per l'ex marito riuscirà comunque ad avere il supporto di Julia e Joel. Nel frattempo, Adam e Crosby trovano il loro primo cliente, convincendo il noto artista Cee Lo Green a registrare nel loro studio. Sarebbe un importante inizio se le cose andranno per il meglio, quindi Adam ne è profondamente entusiasta, accettando di restare lontano dalla sua famiglia per un po' pur di aiutare il fratello a sistemare lo studio. Dopo il primo giorno di prove con Cee Lo però le cose non sembrano andare bene, e temono di perdere il cliente. Il giorno successivo, con loro sorpresa, l'artista vuole ancora provare da loro e riuscirà presto ad ottenere la registrazione che desiderava. Kristina, a causa degli impegni del marito, deve badare a Nora e alle esigenze domestiche da sola, finendo per essere esausta. Drew, intanto, entra sempre più in intimità con Amy, ma trova difficoltà nel provare a baciarla, sempre trattenute dalle sue insicurezze. Dopo essersi consigliato con la sorella tuttavia, troverà il modo di superarle.
- Guest star: John Corbett (Seth Holt), Skyler Day (Amy Ellis), Jason Ritter (Mark Cyr), Cee Lo Green (se stesso).

## Divertimento forzato in famiglia
- Titolo originale: Forced Family Fun
- Diretto da: Patrick Norris
- Scritto da: Sarah Watson

### Trama
Seth entra in un centro di riabilitazione e Sarah è decisa a continuare a supportarlo. Tale vicinanza verso l'ex marito finirà però inevitabilmente nel destare qualche preoccupazione in Mark, oltre che nel padre Zeek, che non vuole vedere nuovamente soffrire sua figlia per gli stessi errori commessi in passato. Nel frattempo, Kristina affronta una sorta di depressione post-partum in quanto si sente isolata dal resto della famiglia. Per cercare di porvi rimedio, decide di organizzare con Adam un'uscita che coinvolga in qualche attività tutta la famiglia. Viene scelto il minigolf, ma le cose non vanno come preventivato. Intanto, Crosby scopre che la relazione tra Jasmine e Joe si va facendo più seria, e ne soffre molto, temendo anche di poter essere rimpiazzato come padre. Julia, anche se imbarazzata, cerca invece di assicurarsi che Zoe assuma una corretta alimentazione che non nuoccia alla gravidanza.
- Guest star: John Corbett (Seth Holt), David Brian Woodside (Dott. Joseph "Joe" Prestidge), Rosa Salazar (Zoe), Jason Ritter (Mark Cyr).

## Intervallo
- Titolo originale: In-Between
- Diretto da: Patrick Norris
- Scritto da: Eric Guggenheim

### Trama
Seth esce dal centro di riabilitazione ed è determinato a ricominciare una nuova vita. Il primo appartamento dove andare a vivere che può permettersi non è però il luogo più adatto dove farlo, e Amber gli offre quindi di trasferirsi da lei almeno per un po' di tempo. Intanto Sarah, nonostante sia innamorata di Mark, che presenterà anche alla sua famiglia, riscopre i sentimenti che provava per lui, in quanto vede Seth diventare l'uomo che sperava diventasse. Dopo aver parlato con la figlia, Seth capisce quindi di stare diventando un intralcio nella vita di Sarah e decide quindi di partire e iniziare una nuova vita altrove. Nel frattempo, Adam e Crosby avviano i colloqui per assumere un assistente. L'unica persona che sembra essere adatta è però una giovane ragazza molto attraente, Rachel, e Adam pensa questo possa far preoccupare Kristina, che sta ancora affrontando la depressione post-partum. Tuttavia le alternative non sono molte e Crosby riesce a convincere il fratello ad assumerla; quando Kristina la conoscerà i timori di Adam si confermeranno fondati, anche se alla fine quest'ultima riuscirà a superare la questione e ritrovare i momenti di intimità con il marito che le mancavano sin dalla nascita di Nora. Drew presenta ai suoi cari Amy come la sua ragazza, mentre Crosby, a causa della presenza di Joe nella vita di Jasmine, inizia a sentirsi sempre più lontano dal proprio figlio.
- Guest star: John Corbett (Seth Holt), David Brian Woodside (Dott. Joseph "Joe" Prestidge), Alexandra Daddario (Rachel), Skyler Day (Amy Ellis), Jason Ritter (Mark Cyr).

## Bisogna saper perdere
- Titolo originale: Sore Loser
- Diretto da: Lawrence Trilling
- Scritto da: Bridget Carpenter

### Trama
Mentre Kristina si preoccupa di come gli amici di Max si comportano con suo figlio, che viene preso in giro senza neanche che se ne accorga, Adam e Crosby sembrano intravedere la via del successo per la loro attività. I clienti infatti non mancano, e anche artisti conosciuti vogliono registrare nel loro studio. Tuttavia, Adam, oltre ai grattacapi da affrontare a casa con il figlio, trova dei problemi da affrontare anche sul posto di lavoro: dopo aver espresso consigli paterni alla nuova assistente Rachel, quest'ultima finisce con l'infatuarsi di lui arrivando a tentare di baciarlo. Drew prende la sua prima insufficienza nella carriera scolastica. La madre, pensando che la causa sia la sua nuova ragazza, tenta di tenerlo lontano da Amy, ma alla fine comprenderà di avere una reazione esagerata e darà fiducia al figlio. Nel frattempo, durante un gioco in famiglia, Zeek si accorge che la nipote Sydney non riesce ad accettare la sconfitta e sta venendo quindi cresciuta come una ragazzina viziata. Julia e Joel presto si accorgono che il nonno ha ragione, e iniziano quindi a provare ad insegnarle che non si può sempre vincere. Anche se non è una cosa facile, alla fine sembrano riuscire nell'intento.
- Guest star: Jason Ritter (Mark Cyr), Alexandra Daddario (Rachel), Skyler Day (Amy Ellis), Adam Campbell (Arty Party).

## Mister onestà
- Titolo originale: Mr. Honesty
- Diretto da: Lawrence Trilling
- Scritto da: Monica Henderson Beletsky

### Trama
Adam, nonostante il fratello glielo sconsiglia, racconta a Kristina quanto accaduto con Rachel. Kristina non reagisce bene, ne rimane molto amareggiata e chiede al marito di licenziarla. Adam, che secondo Crosby ha una parte di responsabilità in quanto accaduto, non trova però il coraggio di farlo, non vuole ferire i suoi sentimenti e rischiare di uccidere le sue speranze. Kristina ne rimarrà profondamente delusa e si rifiuterà di ascoltare le ragioni del marito. Nel frattempo, Joel e Julia conoscono il fidanzato di Zoe, Troy Quinn; durante una cena a quattro quest'ultimo chiede dei soldi per il nascituro, pratica illegale, ricevendo un netto rifiuto in risposta. Amber si rende conto di non essere in grado di mantenersi da sola con il lavoro che fa, che non le permette di coprire tutte le spese. Crosby e Jasmine si vedono chiedere da Jabbar quando si sposeranno. I due gli spiegheranno che il matrimonio non avverrà mai, ma la discussione li farà riflettere e riavvicinare, tant'è che finiranno per andare a letto insieme.
- Guest star: Rosa Salazar (Zoe), Alexandra Daddario (Rachel), Rafi Gavron (Troy Quinn).

## Chiarimenti
- Titolo originale: Missing
- Diretto da: Dylan K. Massin
- Scritto da: Sarah Watson

### Trama
Kristina, ancora arrabbiata con Adam, riprende con entusiasmo a lavorare, entrando nello staff elettorale di Bob Little, candidato al consiglio comunale. I nuovi impegni di Kristina sommati a quelli di Adam fanno in modo che il tempo in cui almeno uno dei due rimanga a casa si riducano al minimo, perciò quando arriva il giorno in cui Max avrebbe dovuto essere portato ad un museo quest'ultimo si ritrova a dover rimanere a casa accudito dalla sorella. Haddie sottovaluta la questione e Max avrà quindi l'occasione di andarsene da casa senza dar conto a nessuno per cercare di raggiungere da solo il museo. Alla fine sarà ritrovato dalla polizia e riportato a casa, l'avventura farà riavvicinare i genitori, con Kristina che trova il modo sia di perdonare il marito che di lanciare un segnale di riavvicinamento alla sua assistente, che le aveva porto le sue scuse. Nel frattempo, Kristina aveva coinvolto nella sua nuova esperienza lavorativa Amber, che era in cerca di un lavoro migliore.
Dopo aver dato una mano a Kristina nell'accudire Nora, Sarah e Mark finiscono per il valutare di avere un figlio insieme. Intanto, Crosby si rende conto dell'importanza che il dottor Joe ha assunto nella vita di suo figlio e Jasmine, così, quando si ritrova a parlare con quest'ultima dell'esser andati a letto insieme, cataloga l'accaduto come un incidente che non avrebbe mai dovuto verificarsi. Julia e Joel, dopo aver rifiutato l'offerta del fidanzato di Zoe, sono determinati nel voler dimenticare velocemente l'accaduto; tuttavia Zoe desidera ancora dare a Julia il suo bambino e, quando prova a far cambiare idea a Troy, litiga con quest'ultimo finendo per chiedere supporto nuovamente a Julia.
- Guest star: Jason Ritter (Mark Cyr), Alexandra Daddario (Rachel), Rosa Salazar (Zoe), David Brian Woodside (Dott. Joseph "Joe" Prestidge), Jonathan Tucker (Bob Little).

## Gita di famiglia
- Titolo originale: Road Trip
- Diretto da: Jessica Yu
- Scritto da: David Hudgins

### Trama
Blanche, madre di Zeek, sta per compiere l'86º compleanno. Anche se non la vede da tempo e non ha trascorso con lei i precedenti compleanni, il figlio decide di organizzare un viaggio per andare a trovarla, portandosi dietro l'intera famiglia, con figli e nipoti. Nonostante l'età avanzata, Zeek è ancora alla ricerca dell'approvazione da parte della madre, dalla quale non si è mai sentito pienamente apprezzato. Camille e i figli accettano di accompagnarlo in un viaggio pianificato nei minimi dettagli, ma non tutto andrà secondo i piani.
Già alla partenza, Kristina non si aggrega alla comitiva, scegliendo di restare a casa con Nora per tenere in punizione Max, che l'aveva insultata. Non è per lei una scelta facile, specie poiché ricade anche sul resto della famiglia. Tuttavia, dopo che Max sembrerà aver imparato la lezione, raggiungerà anche lei nonna Blanche con i figli. Durante il viaggio della comitiva Braverman, altri imprevisti raggiungeranno Zeek e figli. Prima il regalo che Zeek aveva comprato per sua madre, una poltrona, viene rubato; poi Zeek litiga con i figli in quanto a suo avviso non dimostrano molta convinzione e partecipazione, finendo per allontanarli. Giungeranno quindi divisi a destinazione, dove però si ritroveranno tutti insieme a festeggiare nonna Blanche, con cui Zeek riuscirà a trovare una connessione che ricercava da tempo. Durante il viaggio, inoltre, Haddie confida al padre le preoccupazione in vista della scelta del college; mentre Drew si ritrova molto turbato dopo aver scoperto la madre avere un rapporto sessuale con il professor Cyr.
- Guest star: Frances Sternhagen (Blanche).

## Sorridi
- Titolo originale: Just Smile
- Diretto da: Michael Weaver
- Scritto da: Jamie Duneier

### Trama
Adam e Crosby ricevono la visita di una giornalista del San Francisco Weekly che vuole scrivere un pezzo sul loro studio di registrazione. Crosby è elettrizzato dalla cosa, mentre il fratello vede solo un'opportunità per fare pubblicità. Tuttavia, anche se risponde solo a poche domande della reporter, sarà Adam a finire al centro dell'articolo, alla quale viene dedicata la copertina del settimanale con la foto dello stesso Adam; il fratello ne rimarrà quindi deluso e arrabbiato. Crosby, nel frattempo, è dedito anche ad aiutare Lily, una ragazza violoncellista, a registrare un pezzo presso il Luncheonette. Sarah, dopo essersi informata dalla sua ginecologa sulla possibilità di avere ancora figli, riprende l'argomento con Mark. Amber, intanto, inizia il suo nuovo lavoro come assistente di Kristina, circondata da giovani laureati rispetto ai quali riesce a non farsi intimidire, attirando anche l'attenzione del candidato Bob Little. Zoe è ancora ospitata da Joel e Julia, ma trova l'occasione di confrontarsi ancora con il fidanzato Troy: riuscirà finalmente a convincerlo a firmare i documenti per l'adozione mettendo definitivamente fine al loro rapporto.
- Guest star: Jason Ritter (Mark Cyr), Rosa Salazar (Zoe), Alexandra Daddario (Rachel), Jonathan Tucker (Bob Little), Courtney Ford (Lily), Rafi Gavron (Troy Quinn), Lisa Darr (Ginecologa), Michael Weaver (Kal), Sam Pancake (Truccatore).

## Musica d'insieme
- Titolo originale: It Is What It Is
- Diretto da: Michael Weaver
- Scritto da: Eric Guggenheim

### Trama
Haddie supera il test d'ammissione alla Cornell University, prestigiosa e costosa università di Ithaca. Per lei è il realizzarsi di un sogno, ma Adam è costretto a fare i conti con le disponibilità finanziarie della famiglia. La Cornell prevede infatti una tassa di oltre 50 000 dollari ogni anno, cifra che andrebbe a sommarsi alle altre spese di mantenimento. Dopo aver perso il lavoro alla fabbrica di scarpe, Adam sa che è un impegno economico non sostenibile senza gravi sacrifici, quindi, dopo aver parlato con Kristina, invita la figlia a tenersi aperta ad altre possibilità; arrivando sul punto di decidere di comunicarle l'impossibilità di andare alla Cornell. Tuttavia non troverà il coraggio e dirà ad Haddie che la famiglia farà tutti gli sforzi necessari. Intanto, Crosby si innamora di Lily e decide di portare Jabbar ad una sua esibizione pubblica. Quando Jasmine scopre l'esistenza di una relazione dei due, si autoinvita con Joe allo stesso evento, occasione in cui si renderà conto di soffrire la lontananza dell'ex fidanzato. Julia accompagna ad un corso pre-parto Zoe, che soffre il dover dare in adozione il nascituro; mentre Sarah accompagna Drew a visitare un college che potrebbe frequentare con Amy e i suoi genitori. Zeek, dopo essersi sottoposto a degli esami di routine, scopre di soffrire di fibrillazione atriale; patologia non grave, ma che lo porterà a riflettere su quanto tempo gli rimanga da vivere. Nel finale, deciderà di iniziare un viaggio con la moglie sognato molti anni prima.
- Guest star: Rosa Salazar (Zoe), Jonathan Tucker (Bob Little), Courtney Ford (Lily), Skyler Day (Amy Ellis), David Brian Woodside (Dott. Joseph "Joe" Prestidge), Kirsten Nelson (Signora Ellis), Jamie Kaler (Paul Ellis), Meera Simhan (Istruttrice corso pre-parto), Googy Gress (Sig. Wormely).

## Politica
- Titolo originale: Politics
- Diretto da: Peter Krause
- Scritto da: Sarah Watson

### Trama
Adam e Crosby incontrano casualmente Brent, il tecnico del suono con cui Crosby lavorava presso Bayview, lo studio di registrazione che ha lasciato per mettersi in proprio. Da Brent vengono a sapere che i Dawes stanno valutando di registrare un brano al Bayview, così Adam, quando comprende che il fratello conosce tale gruppo musicale, cerca di convincerlo a mettersi in contatto con loro per rubare i clienti alla concorrenza. Crosby è molto riluttante all'idea, ma alla fine i discorsi di Adam sulla necessità di acquisire nuovi clienti affinché gli affari vadano bene lo convincono che, anche se non corretto, è un gesto che deve compiere. Nel frattempo, Crosby viene a sapere da Jasmine che quest'ultima ha intenzione di andare a vivere con Joe; mentre Sarah è impegnata nell'accompagnare Mark ad un ritrovo con i suoi ex compagni di scuola, tra i quali è presente anche la sua ex ragazza.
Intanto, Amber viene promossa ad assistente personale di Bob Little, con il quale sembra coinvolgersi anche sentimentalmente oltre che professionalmente. Quando Bob la bacia, Amber inizia a pensare di essere stata promossa solo per essere portata a letto e, preoccupata dal non voler deludere la zia Kristina, valuta di abbandonare il lavoro, finché proprio il suo capo non le farà cambiare idea iniziando ad esprimere i suoi sentimenti. Zoe, per prepararsi all'idea di vivere lontano dal nascituro e da quella che sarà la sua famiglia, lascia l'abitazione di Julia, facendo temere a quest'ultima un possibile ripensamento.
- Guest star: Jason Ritter (Mark Cyr), Rosa Salazar (Zoe), Jonathan Tucker (Bob Little), Courtney Ford (Lily), David Brian Woodside (Dott. Joseph "Joe" Prestidge), Melanie Kannokada (Kirsten Mattai), Tim Lovestedt, Dawes (se stessi).

## Amori difficili
- Titolo originale: Tough Love
- Diretto da: Lawrence Trilling
- Scritto da: Monica Henderson Beletsky

### Trama
Max ha nuovi problemi di socializzazione a scuola, finendo con il rifiutarsi di svolgere l'attività fisica in quanto i suoi compagni tendono ad escluderlo dai giochi di squadra. Per lui tuttavia sarà l'occasione di conoscere meglio e stringere amicizia con Micah, compagno che a causa di una malformazione fisica, la spina bifida, condivide parte dei suoi problemi. Nel frattempo, Amber viene invitata da Bob Little ad assisterlo ad una conferenza fuori città, in cui avranno l'occasione di condividere momenti di intimità. Quando casualmente Haddie intuisce il rapporto tra i due, ne parla con la madre Kristina, che, preoccupata e delusa, li raggiungerà nell'albergo dove alloggiano. Crosby viene a conoscenza dei problemi cardiaci del padre, mentre Julia, nonostante la volontà di Zoe di prendere le distanze da lei, è sempre più determinata a darle una mano nella sua vita. Intanto, accidentalmente, Drew scopre che la madre sta provando ad avere un nuovo figlio con Mark e, nonostante i tentativi della madre e dello stesso Mark di aiutarlo a capire le loro ragioni, a causa della sua grande sensibilità è molto turbato dalla notizia.
- Guest star: Jason Ritter (Mark Cyr), Rosa Salazar (Zoe), Jonathan Tucker (Bob Little), Courtney Ford (Lily).

## Ricordati di chi ti ama
- Titolo originale: Remember Me, I'm the One Who Loves You
- Diretto da: Jason Katims
- Scritto da: Kerry Ehrin

### Trama
Adam e Crosby vengono contattati da Richard Gilchrist, un agente che lavora per la West Coast Recording, interessata a comprare il Luncheonette. Crosby è determinato a non accettare qualsiasi cifra, poiché il locale gestito con il fratello rappresenta per lui in qualcosa di inestimabile valore, il realizzarsi del sogno di una vita, ma Adam, che sta attraversando problematiche finanziarie per poter continuare a garantire alla sua famiglia un certo stile di vita, è invece propenso ad accettare la ricca offerta a loro presentata. Crosby, intanto, è impegnato anche ad organizzare una giornata in campeggio con il figlio e Jasmine, occasione in cui i due hanno l'opportunità di riscoprire i sentimenti che provano l'uno per l'altro e decidere di ritornare a vivere insieme e sposarsi. Mentre Amber e Kristina hanno modo di confrontarsi quanto accaduto con Bob, Sarah valuta il trasferirsi a New York con Mark, dove potrebbe iniziare a scrivere produzioni teatrali. Per Zoe, nel frattempo, arriva il momento di dare alla luce il bambino che porta in grembo. Julia le rimane vicina per tutta la durata del parto, ma il giorno seguente andrà incontro ad un'amara e assai temuta novità: Zoe decide di tenere il bambino.
- Guest star: Jason Ritter (Mark Cyr), Rosa Salazar (Zoe), Courtney Ford (Lily), David Brian Woodside (Dott. Joseph "Joe" Prestidge), Kadeem Hardison (Richard Gilchrist).

## Il matrimonio di mio fratello
- Titolo originale: My Brother's Wedding
- Diretto da: Lawrence Trilling
- Scritto da: Jason Katims

### Trama
Crosby e Jasmine, dopo aver rotto il rispettivo rapporto con Lily e Joe, annunciano anche alle loro famiglie di essere ritornati a formare una coppia e di volersi sposare durante il prossimo fine settimana. Zeek e Camille, con la collaborazione della madre di Jasmine, Renee, si preparano ad organizzare il lieto evento, al quale ogni membro della famiglia darà il proprio contributo per una buona riuscita. I preparativi, tuttavia, vengono scossi da una lite tra Crosby e il fratello. Adam è infatti ancora determinato ad accettare l'offerta di acquisto per il Luncheonette, mentre Crosby, anche se decide di piegarsi alla volontà del fratello, vede come un tradimento l'incontro tra Adam e Gilchrist avvenuto durante la sua gita in campeggio con Jasmine. Crosby rifiuta quindi di avere Adam come testimone e si rivolge ad un suo vecchio amico, Billy Garner. Subito dopo le nozze, Adam si rende conto di non voler cambiare il suo attuale stile di vita e di voler rimanere accanto al fratello, con cui è riuscito a realizzare un sogno, creando uno studio di registrazione musicale arrivato ad essere valutato milioni di dollari. Annuncia quindi di voler rifiutare la ricca offerta e si rappacifica con Crosby.
Nel frattempo, Sarah si rende conto di non essere pienamente convinta ad avere un altro figlio, e, per non far pesare ciò su Mark, decide di lasciarlo. Mark è però determinato a restare insieme a lei, indipendentemente dalla possibilità di avere figli o meno, quindi le proporrà di sposarlo. Julia e Joel, dopo la grande delusione avuta nel tentativo di adottare il bambino di Zoe, si rivolgono nuovamente ad un'agenzia specializzata, dichiarandosi disposti ad adottare qualsiasi bambino senza preferenza di sesso, età o provenienza culturale. Alla fine dell'episodio, avranno già l'opportunità di adottare Victor, bambino la cui madre ha abbandonato i diritti legali nei suoi confronti dopo essere stata incarcerata. Intanto, Drew e Amy hanno l'occasione di vivere il loro primo rapporto sessuale.
- Guest star: Jason Ritter (Mark Cyr), Rosa Salazar (Zoe), Courtney Ford (Lily), David Brian Woodside (Dott. Joseph "Joe" Prestidge), Jonathan Tucker (Bob Little), Tina Lifford (Renee Trussell), Skyler Day (Amy Ellis), Derek Phillips (Billy Garner), Brooklyn McLinn (Sekou Trussell).